# ウォール・ストリート・ジャーナルの「史上最も人気のある100のロックバンド」
ウォール・ストリート・ジャーナルの「史上最も人気のある100のロックバンド」（ウォール・ストリート・ジャーナルの しじょうもっともにんきのある100のロックバンド、The 100 most popular rock bands of all time）は、ウォール・ストリート・ジャーナル（Wall St.）が2018年10月1日に出版、ネットのオフィシャルサイトにて掲載された記事のことである。

## 概要
異なる世代・年代のロックバンドが全く同じ方法で人気を得てきたわけではない。アメリカレコード協会（RIAA）によると、AC / DCは米国だけで総計7200万レコードを販売したとされ、20世紀の他の多くのバンドも多くのアルバムを制作、販売、さらにツアーをすることで人気を得た。21世紀初頭に結成されたワンリパブリックのような近年のロックバンドでは、インターネットを使って人気を博している。ワンリパブリックのレコード（CD）売り上げは200万枚ほどだが、150万以上の年間ウィキペディア（Wikipedia）のページビューとSpotifyの420万人以上のフォロワーを獲得しており、オンライン上で非常に人気なロックバンドとなっている。2000年以降から近年ではレコードやCD媒体の売り上げが低迷し、現在ではダウンロードとアナログ媒体を合わせシングル売り上げとして計算、さらにストリーミング再生、コンサートツアーなどが人気度を測る基準になっている。つまり、単にCDやデジタル媒体の売り上げが高いことで他のバンドよりも人気が高い、逆に低いことで人気が低いとは言い切れない。これは「どれだけ人々にその曲が行き渡り、聴かれたか」「どれだけそのバンドが世の中で知れ渡り、興味を持たれたか」が人気を知るうえで重要視されるからである。一つの要素のみで結論付けるのは早計と考えるべきとも言える。
Wall St.はさまざまな測定基準を使用して、史上最も人気のある100のロックバンドを特定している。これらのアーティストの選択は、レコード販売、ビルボードのパフォーマンス、Wikipediaのページビュー、オンラインストリーミングプラットフォームSpotifyでの人気などの基準に基づく統計計算にて決められている。各バンドが結成された年に関するデータは、バンドのオフィシャルサイトやローリングストーンなどの他のメディアソースからの提供であり、米国内の総アルバム売上、最も人気の高いアルバムはRIAAのアルバム売上高データに基づいている。カントリーバンドやジャズバンドなど、ロックバンド以外のバンドは勿論このリストの対象外であるが、ポップ・ロック、ハードロック、カントリーロック、ソフト・ロック、パンク・ロック、ポップ・パンク、エモロック、グランジ、グラム・ロック、オルタナティブ・ロック、ヘヴィメタルなど多様なロックバンドがリスト入りしている。
リストには順位、バンド名、結成時期、出身、米国内でのアルバム総売り上げ、最も人気の高いアルバム、Wikipediaの年間閲覧数が記載されている。

## 1位～10位
| 順位 | バンド名                 | 結成時期 | 出身                                         | 米国内でのアルバム総売上 | 最も人気の高いアルバム                                                      | Wikipedia年間閲覧数 |
| ---- | ------------------------ | -------- | -------------------------------------------- | ------------------------ | --------------------------------------------------------------------------- | ------------------- |
| 1位  | ビートルズ               | 1960年   | イギリス・イングランド北西部マージーサイド州 | 1億7,800万枚             | The Beatles（ザ・ビートルズ）                                               | 9,168,431           |
| 2位  | レッド・ツェッペリン     | 1968年   | イギリス・ロンドン                           | 1億1,150万枚             | Led Zeppelin IV（レッド・ツェペリン IV）                                    | 5,353,031           |
| 3位  | クイーン                 | 1970年   | イギリス・ロンドン                           | 3,450万枚                | Greatest Hits（グレイテスト・ヒッツ）                                       | 5,218,108           |
| 4位  | ピンク・フロイド         | 1965年   | イギリス・ロンドン                           | 7,500万枚                | The Wall（ザ・ウォール）                                                    | 6,394,669           |
| 5位  | ローリング・ストーンズ   | 1962年   | イギリス・ロンドン                           | 6,650万枚                | Hot Rocks（ホット・ロックス）                                               | 4,891,805           |
| 6位  | AC/DC                    | 1973年   | オーストラリア・シドニー                     | 7,200万枚                | Back in Black（バック・イン・ブラック）                                     | 6,534,987           |
| 7位  | イーグルス               | 1971年   | カリフォルニア州・ロサンゼルス               | 1億100万枚               | Their Greatest Hits 1971-1975（イーグルス・グレイテスト・ヒッツ 1971-1975） | 4,208,898           |
| 8位  | メタリカ                 | 1981年   | カリフォルニア州・ロサンゼルス               | 6,300万枚                | Metallica（メタリカ）                                                       | 6,464,590           |
| 9位  | ガンズ・アンド・ローゼズ | 1985年   | カリフォルニア州・ロサンゼルス               | 4,450万枚                | Appetite for Destruction（アペタイト・フォー・ディストラクション）          | 5,004,935           |
| 10位 | エアロスミス             | 1969年   | マサチューセッツ州・ボストン                 | 6,650万枚                | Greatest Hits                                                               | 2,386,579           |

結成年代別では、ビートルズは1950年代に結成されたバンドで1位である。レッド・ツェッペリンは1960年代の1位、クイーンは1970年代の1位、メタリカは1980年代の1位である。
ビートルズの登場は20世紀のロックバンドで最もポピュラー音楽に革新をもたらし、メンバーの4名が行ったことはロック史に最重要で最も影響力のあることであったとされている。
ロックの殿堂の伝記には、1970年代のレッド・ツェッペリンが1960年代のビートルズと同等の影響力があったと記載されている。。レッド・ツェッペリンはハードロック（ヘヴィメタル）に多大な影響を与え、ローリング・ストーン誌は「史上最もヘヴィなバンド」「1970年代最大のバンド」、そして「疑いなくロック史上最も永続的なバンドの1つ」と表現しているレッド・ツェッペリン。
ビートルズは1970年に解散、レッド・ツェッペリンは1980年に解散、ピンク・フロイドは2015年に再結成をしないと公言し、解散している。両バンドの元メンバーは現在でも活動している。ビートルズでは元ボーカルのポール・マッカートニーと元ドラムのリンゴ・スター。レッド・ツェペリンでは元ボーカルのロバート・プラントや元ギターのジミー・ペイジ、元ベースのジョン・ポール・ジョーンズ。ピンク・フロイドでは元ボーカルとギターのデヴィッド・ギルモアと元ドラムのニック・メイスン、元ボーカルとベースのロジャー・ウォーターズがライブを開催するなど活躍している。クイーンはボーカルのフレディ・マーキュリーが死去した後もポール・ロジャースやアダム・ランバート、レディー・ガガなどツアーの度にゲストボーカルを迎える方法で活動を続けている。ザ・ローリング・ストーンズは、結成当初から現役で活動しているバンドで1位である。
ビートルズ、レッド・ツェッペリン、そしてイーグルスがRIAAの測定によると最も多くのアルバムを販売したとされている。
イーグルスの『イーグルス・グレイテスト・ヒッツ 1971-1975』がアメリカ国内だけで3800万枚を売り上げている。RIAAの認証によりアメリカ史上1番売れたアルバムとして認定されている（同バンドのアルバム『ホテル・カリフォルニア』は米国での売り上げ3位）。世界総計は5100万枚以上でアーティストグループ世界1位。AC / DCの『バック・イン・ブラック』が世界総計5000万枚以上でアーティストグループ世界2位である。なお、ソロアーティストの世界1位はマイケル・ジャクソンのスリラーである。
ビートルズはシングル・アルバムのトータルセールスは6億枚以上でアーティストグループで世界1位とされ。AC/DCは1970年代、メタリカは1980年代のバンドでセールス記録世界1位である。
ピンク・フロイドの『A Momentary Lapse of Reason Tour』は1980年代で、ザ・ローリング・ストーンズの『Voodoo Lounge Tour』は1990年代で、そして同バンドの『A Bigger Bang Tour』は2000年代（ゼロ年代）で最も成功したコンサートツアーとされている。
ビートルズはWikipedia年間ビュー数が9,168,431であり、1年間で最もWikipediaで閲覧されたバンドである。

## 11位～30位
| 順位 | バンド名                                   | 結成時期 | 出身                               | 米国内でのアルバム総売上 | 最も人気の高いアルバム                                                                                                  | Wikipedia年間閲覧数 |
| ---- | ------------------------------------------ | -------- | ---------------------------------- | ------------------------ | --- | ------------------- |
| 11位 | フリートウッド・マック                     | 1967年   | イギリス・ロンドン                 | 4,950万枚                | Rumours（噂） | 4,565,270           |
| 12位 | リンキン・パーク                           | 1996年   | カリフォルニア州・ロサンゼルス     | 2,700万枚                | Hybrid Theory（ハイブリッド・セオリー）                                                                                 | 8,429,414           |
| 13位 | レッド・ホット・チリ・ペッパーズ           | 1983年   | カリフォルニア州・ロサンゼルス     | 2,500万枚                | Blood Sugar Sex Magik（ブラッド・シュガー・セックス・マジック）                                                         | 6,443,759           |
| 14位 | マルーン5                                  | 2001年   | カリフォルニア州・ロサンゼルス     | 1,000万枚                | Songs About Jane（ソングス・アバウト・ジェーン）                                                                        | 2,714,145           |
| 15位 | ボン・ジョヴィ                             | 1983年   | ニュージャージー州・セアビル       | 3,450万枚                | Slippery When Wet（ワイルド・イン・ザ・ストリーツ）                                                                     | 2,994,792           |
| 16位 | U2                                         | 1976年   | アイルランド・ダブリン             | 5,200万枚                | The Joshua Tree（ヨシュア・トゥリー）                                                                                   | 3,241,893           |
| 17位 | ヴァン・ヘイレン                           | 1974年   | カリフォルニア州・パサデナ         | 5,650万枚                | 1984 | 2,110,739           |
| 18位 | ジャーニー                                 | 1973年   | カリフォルニア州・サンフランシスコ | 4,800万枚                | Greatest Hits（グレイテスト・ヒッツ〜永遠の旅）                                                                         | 3,349,832           |
| 19位 | クリーデンス・クリアウォーター・リバイバル | 1967年   | カリフォルニア州・エルセリート     | 2,800万枚                | Chronicle: The 20 Greatest Hits                                                                                         | 2,412,076           |
| 20位 | サンタナ                                   | 1966年   | カリフォルニア州・サンフランシスコ | 4,350万枚                | Supernatural（スーパーナチュラル）                                                                                      | 1,290,189           |
| 21位 | シカゴ                                     | 1967年   | イリノイ州・シカゴ                 | 3,850万枚                | Chicago 17 | 2,409,940           |
| 22位 | ニルヴァーナ                               | 1987年   | ワシントン州・アバディーン         | 2,500万枚                | Nevermind（ネヴァーマインド）                                                                                           | 3,725,343           |
| 23位 | ザ・フー                                   | 1964年   | イギリス・ロンドン                 | 2,100万枚                | Who's Next（フーズ・ネクスト）                                                                                          | 2,459,278           |
| 24位 | ザ・ビーチ・ボーイズ                       | 1961年   | カリフォルニア州・ホーソーン       | 2,250万枚                | Sounds of Summer: The Very Best of The Beach Boys（サウンズ・オブ・サマー ザ・ヴェリー・ベスト・オブ・ビーチ・ボーイズ) | 4,220,083           |
| 25位 | コールドプレイ                             | 1996年   | イギリス・ロンドン                 | 1,450万枚                | A Rush of Blood to the Head（静寂の世界）                                                                               | 4,894,538           |
| 26位 | ドアーズ                                   | 1965年   | カリフォルニア州・ロサンゼルス     | 3,300万枚                | The Best of the Doors                                                                                                   | 2,176,482           |
| 27位 | レーナード・スキナード                     | 1964年   | フロリダ州・ジャクソンビル         | 2,850万枚                | Skynyrd's Innyrds | 4,145,421           |
| 28位 | グリーン・デイ                             | 1987年   | カリフォルニア州・バークレー       | 2,400万枚                | Dookie（ドゥーキー） | 3,876,314           |
| 29位 | パール・ジャム                             | 1990年   | ワシントン州・シアトル             | 3,150万枚                | ten | 2,604,292           |
| 30位 | フォリナー                                 | 1976年   | ニューヨーク州・ニューヨーク市     | 3,750万枚                | Double Vision（ダブル・ヴィジョン）                                                                                     | 1,743,783           |

リンキン・パークは1990年代1位、マルーン5は2000年代（ゼロ年代）に結成されたバンドで1位となっている。
コールドプレイとリンキン・パークは1990年代、マルーン5は2000年代のバンドでトータルセールス記録1位である。
コールドプレイ、マルーン5、リンキン・パークがリストのバンドの中で最もSpotifyのフォロワーを獲得、youtubeではマルーン5が最も登録者数が多いバンドとなっている。

U2はアーティストグループでのグラミー賞世界最多受賞の22回を記録している。
U2 360° Tourは2009年から2011年の約3年間で全110回。売れたチケット700万枚以上。1回の公演での平均観客動員数66,110人、平均収益は670万ドル。総計7億3610万ドル以上の興行収益を上げ、総動員数727万2046人の「史上最も成功したコンサートツアー」で2010年代は勿論、全世代、全年代トップとされる、アーティストグループ史上最高のワールドレコードツアーである。特にローズボールで行われた公演は97,014人を動員、アメリカ音楽史上最も動員数の多いライブとなった（3位まではU2が記録を保有している）。史上2位はガンズ・アンド・ローゼズの『Not in This Lifetime... Tour』で、2016年から2018年の同じく約3年間で平均観客動員数36,017人、平均収益380万ドル。総計5億633万ドルの興行収益を上げ、総動員数は437万7126人であるが、こちらは公演数が159回でU2よりも多い。さらに以下の7位よりも公演数は少なく、全体1位のエドシーランの半分以下の公演回数で、U2は公演数を限りなく絞ってこの大記録を打ち立てた。
ザ・ビーチ・ボーイズは現役で活動している結成年最古（1961年）のバンドである。また、リスト外のゴールデン・イヤリングも同年に結成され、活動を続けている最古のバンドである。

## 31位～60位
| 順位 | バンド名                                        | 結成時期 | 出身                               | 米国内でのアルバム総売上 | 最も人気の高いアルバム                                           | Wikipedia年間閲覧数 |
| ---- | ----------------------------------------------- | -------- | ---------------------------------- | ------------------------ | ---------------------------------------------------------------- | ------------------- |
| 31位 | ブラック・サバス                                | 1968年   | イギリス・アストン                 | 1,500万枚                | Paranoid（パラノイド）                                           | 3,504,099           |
| 32位 | ニッケルバック                                  | 1995年   | カナダ・ハンナ                     | 2,400万枚                | All the Right Reasons（オール・ザ・ライト・リーズンズ）          | 1,912,530           |
| 33位 | デフ・レパード                                  | 1977年   | イギリス・シェフィールド           | 3,500万枚                | Hysteria（ヒステリア）                                           | 1,942,227           |
| 34位 | フー・ファイターズ                              | 1994年   | ワシントン州・シアトル             | 700万枚                  | Wasting Light                                                    | 3,427,619           |
| 35位 | ハート                                          | 1967年   | ワシントン州・シアトル             | 2,250万枚                | Heart                                                            | 1,924,534           |
| 36位 | フォール・アウト・ボーイ                        | 2001年   | イリノイ州・シカゴ                 | 600万枚                  | From Under the Cork Tree（フロム・アンダー・ザ・コーク・ツリー） | 2,343,798           |
| 37位 | ポリス                                          | 1977年   | イギリス・ロンドン                 | 2,200万枚                | Synchronicity（シンクロニシティー）                              | 1,542,604           |
| 38位 | トム・ペティ&ザ・ハートブレイカーズ             | 1976年   | フロリダ州・ゲインズビル           | 3,150万枚                | Greatest Hits（グレイテスト・ヒット）                            | 1,207,253           |
| 39位 | ABBA                                            | 1970年   | スウェーデン・ストックホルム       | 1,050万枚                | ABBA Gold: Greatest Hits（アバ・ゴールド）                       | 3,999,558           |
| 40位 | ワンリパブリック                                | 2004年   | コロラド州・コロラドスプリングス   | 200万枚                  | Native（ネイティブ）                                             | 1,533,646           |
| 41位 | ジェネシス                                      | 1967年   | イギリス・ゴダルマイニング         | 2,150万枚                | Genesis (ジェネシス)                                             | 2,381,847           |
| 42位 | R.E.M.                                          | 1980年   | ジョージア州・アテネ               | 2,000万枚                | Monster                                                          | 2,140,361           |
| 43位 | キッス                                          | 1973年   | ニューヨーク州・ニューヨーク       | 2,100万枚                | Destroyer（地獄の軍団）                                          | 3,573,227           |
| 44位 | ラッシュ                                        | 1968年   | カナダ・トロント                   | 2,500万枚                | Moving Pictures（ムーヴィング・ピクチャーズ）                    | 2,261,595           |
| 45位 | ZZトップ                                        | 1969年   | テキサス州・ヒューストン           | 2,500万枚                | Eliminator（イリミネイター）                                     | 2,388,528           |
| 46位 | ゴリラズ                                        | 1998年   | イギリス・エセックス               | 300万枚                  | Demon Days (デーモン・デイズ)                                    | 5,583,853           |
| 47位 | エレクトリック・ライト・オーケストラ            | 1970年   | イギリス・バーミンガム             | 1,000万枚                | ELO's Greatest Hit                                               | 2,105,601           |
| 48位 | パニック!アット・ザ・ディスコ                   | 2004年   | ネバダ州・ラスベガス               | 450万枚                  | A Fever You Can't Sweat Out                                      | 3,026,706           |
| 49位 | ブリンク182                                     | 1991年   | カリフォルニア州・サンティエゴ     | 1,000万枚                | Enema of the State (エニマ・オブ・アメリカ)                      | 4,349,981           |
| 50位 | ダイアー・ストレイツ                            | 1977年   | イギリス・ロンドン                 | 1,550万枚                | Brothers in Arms（ブラザーズ・イン・アームス）                   | 1,742,360           |
| 51位 | ボブ・シーガー&ザ・シルヴァー・ブレット・バンド | 1974年   | ミシガン州・ディアボーン           | 4,450万枚                | Greatest Hits                                                    | 8,245               |
| 52位 | マリリン・マンソン                              | 1989年   | フロリダ州・フォートローダーデール | 450万枚                  | Mechanical Animals（メカニカル・アニマルズ）                     | 6,463,758           |
| 53位 | レディオヘッド                                  | 1985年   | イギリス・アビンドン               | 650万枚                  | OK Computer（OK コンピューター）                                 | 3,874,461           |
| 54位 | ボストン                                        | 1970年   | マサチューセッツ州・ボストン       | 3,100万枚                | Boston（幻想飛行）                                               | 1,425,460           |
| 55位 | ドゥービー・ブラザーズ                          | 1970年   | カリフォルニア州・サンノゼ         | 2,200万枚                | Best of The Doobies                                              | 1,432,612           |
| 56位 | デペッシュ・モード                              | 1980年   | イギリス・バジルドン               | 1,050万枚                | Violator（ヴァイオレーター）                                     | 2,963,697           |
| 57位 | ザ・キラーズ                                    | 2002年   | ネバダ州・ラスベガス               | 450万枚                  | Hot Fuss（ホット・ファス）                                       | 2,364,478           |
| 58位 | パラモア                                        | 2003年   | テネシー州・フランクリン           | 450万枚                  | Riot! (ライオット!)                                              | 2,494,015           |
| 59位 | クランベリーズ                                  | 1989年   | アイルランド・リムリック           | 1,450万枚                | No Need to Argue                                                 | 2,836,684           |
| 60位 | アイアン・メイデン                              | 1975年   | イギリス・ロンドン                 | 650万枚                  | Somewhere in Time（サムホエア・イン・タイム）                    | 3,300,102           |

ハートは女性ロックバンドで1位である。ジェイク・ブラウンの著書『Heart: In the Studio』の中で、「当時、彼女らのバンドは音楽における女性の為の革命であり、ジャンルの壁を越え、批評家の称賛を集めることを始めていた。」と説明されている。
ゴリラズはリスト中で唯一の架空のバンド(覆面バンド)である。これまでに1,500万枚以上に及ぶセールスを記録し、グラミー賞(1回)をはじめとする様々な賞を受賞するなどして、「最も成功したヴァーチャル・バンド」としてギネス記録に認定されている。

## 61位～100位
| 順位  | バンド名                           | 結成時期 | 出身                                         | 米国内でのアルバム総売上 | 最も人気の高いアルバム                                                         | Wikipedia年間閲覧数 |
| ----- | ---------------------------------- | -------- | -------------------------------------------- | ------------------------ | ------------------------------------------------------------------------------ | ------------------- |
| 61位  | オアシス                           | 1991年   | イギリス・マンチェスター                     | 600万枚                  | (What's the Story) Morning Glory?（モーニング・グローリー）                    | 3,459,995           |
| 62位  | 3ドアーズ・ダウン                  | 1994年   | ミシシッピ州・エスカタウパ                   | 1,200万枚                | The Better Life                                                                | 1,189,573           |
| 63位  | ディープ・パープル                 | 1968年   | イギリス・ハートフォードシャー州             | 750万枚                  | Machine Head（マシーン・ヘッド）                                               | 2,558,433           |
| 64位  | TOTO                               | 1978年   | カリフォルニア州・ロサンゼルス               | 750万枚                  | Toto IV（聖なる剣）                                                            | 1,981,270           |
| 65位  | カーズ                             | 1976年   | マサチューセッツ州・ボストン                 | 2,350万枚                | Greatest Hits                                                                  | 1,065,189           |
| 66位  | REOスピードワゴン                  | 1968年   | イリノイ州・シャンペーン                     | 2,450万枚                | Hi Infidelity（禁じられた夜）                                                  | 1,292,627           |
| 67位  | アリス・クーパー                   | 1968年   | アリゾナ州・フェニックス                     | 800万枚                  | Trash（トラッシュ）                                                            | 4,075,536           |
| 68位  | マッチボックス・トゥエンティ       | 1996年   | フロリダ州・オーランド                       | 1,900万枚                | Yourself or Someone Like You                                                   | 759,951             |
| 69位  | スマッシング・パンプキンズ         | 1988年   | イリノイ州・シカゴ                           | 1,980万枚                | Mellon Collie and the Infinite Sadness（メロンコリーそして終りのない悲しみ）   | 2,082,825           |
| 70位  | システム・オブ・ア・ダウン         | 1994年   | カリフォルニア州・グレンデール               | 700万枚                  | Toxicity（毒性）                                                               | 2,727,377           |
| 71位  | クリード                           | 1995年   | フロリダ州・タラハシー                       | 2,500万枚                | Human Clay（ヒューマン・クレイ）                                               | 1,139,685           |
| 72位  | アークティック・モンキーズ         | 2001年   | イギリス・シェフフィールド                   | 150万枚                  | AM                                                                             | 2,294,280           |
| 73位  | マムフォード・アンド・サンズ       | 2007年   | イギリス・ロンドン                           | 550万枚                  | Sigh No More                                                                   | 1,659,932           |
| 74位  | スティーヴ・ミラー・バンド         | 1966年   | カリフォルニア州・サンフランシスコ           | 2,550万枚                | Greatest Hits 1974–78                                                          | 800,871             |
| 75位  | デイヴ・マシューズ・バンド         | 1991年   | バージニア州・シャーロッツビル               | 3,350万枚                | Crash                                                                          | 957,832             |
| 76位  | リンプ・ビズキット                 | 1994年   | フロリダ州・ジャクソンビル                   | 1,650万枚                | Significant Other（シグニフィカント・アザー）                                  | 1,723,481           |
| 77位  | コーン                             | 1993年   | カリフォルニア州・ベーカーズフィールド       | 1,650万枚                | Follow the Leader                                                              | 2,448,655           |
| 78位  | キンクス                           | 1963年   | イギリス・ロンドン                           | 2,000万枚                | Give the People What They Want（ギヴ・ザ・ピープル・ホワット・ゼイ・ウォント） | 1,340,021           |
| 79位  | ディスターブド                     | 1994年   | イリノイ州・シカゴ                           | 950万枚                  | The Sickness                                                                   | 2,125,848           |
| 80位  | オフスプリング                     | 1984年   | カリフォルニア州・ガーデングローブ           | 1,450万枚                | Smash（スマッシュ）                                                            | 1,492,360           |
| 81位  | グー・グー・ドールズ               | 1985年   | ニューヨーク州・バッファロー                 | 650万枚                  | A Boy Named Goo                                                                | 1,080,299           |
| 82位  | スティクス                         | 1972年   | イリノイ州・シカゴ                           | 1,750万枚                | Paradise Theater（パラダイス・シアター）                                       | 1,618,717           |
| 83位  | スリップノット                     | 1995年   | アイオワ州・デモイン                         | 600万枚                  | Slipknot                                                                       | 3,092,570           |
| 84位  | スリー・デイズ・グレイス           | 1990年   | カナダ・オンタリオ州                         | 600万枚                  | One-X（ワン・エックス）                                                        | 1,087,722           |
| 85位  | INXS                               | 1977年   | オーストラリア・シドニー                     | 1,500万枚                | Kick                                                                           | 1,184,898           |
| 86位  | スコーピオンズ                     | 1965年   | ドイツ・ハノーバー                           | 1,050万枚                | Love at First Sting（禁断の刺青）                                              | 1,784,677           |
| 87位  | ヒューイ・ルイス&ザ・ニュース      | 1979年   | カリフォルニア州・サンフランシスコ           | 1,200万枚                | Sports（スポーツ）                                                             | 540,051             |
| 88位  | ザ・キュアー                       | 1976年   | イギリス・クローリー                         | 850万枚                  | Disintegration（ディスインテグレーション）                                     | 2,061,281           |
| 89位  | エヴァネッセンス                   | 1998年   | アーカンソー州・リトルロック                 | 950万枚                  | Fallen（フォールン）                                                           | 2,212,173           |
| 90位  | スティーリー・ダン                 | 1972年   | ニューヨーク州・アナンデール＝オン＝ハドソン | 1,100万枚                | Aja（彩［エイジャ］）                                                          | 2,134,340           |
| 91位  | ザ・フレイ                         | 2002年   | コロラド州・デンバー                         | 300万枚                  | How to Save a Life                                                             | 538,036             |
| 92位  | レイジ・アゲインスト・ザ・マシーン | 1991年   | カリフォルニア州・ロサンゼルス               | 900万枚                  | Evil Empire（イーヴィル・エンパイア）                                          | 2,808,944           |
| 93位  | ミューズ                           | 1994年   | イギリス・テインマス                         | 350万枚                  | Resistance（ザ・レジスタンス）                                                 | 2,158,961           |
| 94位  | ファイヴ・フィンガー・デス・パンチ | 2005年   | カリフォルニア州・ロサンゼルス               | 450万枚                  | Wrong Side of Heaven and the Righteous Side of Hell Volume 1                   | 1,758,210           |
| 95位  | ザ・スクリプト                     | 2001年   | アイルランド・ダブリン                       | ※100万枚未満             | Hall of Fame                                                                   | 782,695             |
| 96位  | アリス・イン・チェインズ           | 1987年   | ワシントン州・シアトル                       | 1,250万枚                | Dirt                                                                           | 2,259,561           |
| 97位  | キングス・オブ・レオン             | 2000年   | テネシー州・ナッシュビル                     | 250万枚                  | Only by the Night（オンリー・バイ・ザ・ナイト）                                | 1,786,703           |
| 98位  | グレイトフル・デッド               | 1965年   | カリフォルニア州・パロアルト                 | 1,850万枚                | Skeletons from the Closet: The Best of Grateful Dead                           | 2,265,794           |
| 99位  | アヴェンジド・セヴンフォールド     | 1999年   | カリフォルニア州・ハンティントンビーチ       | 300万枚                  | City of Evil（シティ・オブ・イーヴル）                                         | 2,623,803           |
| 100位 | ノー・ダウト                       | 1986年   | カリフォルニア州・アナハイム                 | 1,500万枚                | Tragic Kingdom                                                                 | 1,333,544           |

マムフォード・アンド・サンズは結成が2007年であり、これはリスト中で最も新しいロックバンドである。
※ザ・スクリプトは全米アルバム売り上げが100万枚未到達のバンドで唯一リスト入りを果たしたバンドである。
リスト外であるイマジン・ドラゴンズのシングル『レディオアクティヴ』はデジタルセールス史上最も米国で売れたロックバンドのデジタルシングルとRIAAが認定している。
リスト上のアーティストの順番は、単に音楽的な能力があるから人気のあるロックバンドであるということを示してはいない。ファッションとスタンスは常にロックの成功において役割を果たしてきた。そして、イメージの重要性は1981年のMTVの出現によって増加した。そのような技術的レベルで非常に熟練しているバンド 、場合によってはブリンク182のようなポップ指向のグループもある。
史上最も人気のあるロックバンドを決定するために、Wall St.はアルバムの販売、シングルの人気、バンドのWikipediaページの人気、Spotifyでの人気、およびユーザー投票に基づいてインデックスを作成をすることで指数の各構成要素には等しい重みが与えられている。
バンドの合衆国の公認アルバム売上高の合計は、アメリカレコード協会からのものである。RIAAは、アメリカ市場で発売されたアルバムの売上を追跡し、しきい値を「50万」としている。バンドのシングルがどれだけうまくいったかは、Billboard Hot 100チャートでリスト入りしていた時間でシングルに対してバンドポイントを獲得することによって決定された。リストに載っていた週の数と各週のランクに基づいて、バンドにポイントが与えられた。Wikipediaのページビュー数は過去2年間、Spotifyでの人気はSpotifyの人気インデックスに基づいている。ユーザー投票は、史上最高のロックバンドをランク付けしたRanker.comのリストから来ている。
ロックンロールは、1950年代に音楽シーンに登場して以来、大きな文化的な力となってきた。それがポピュラー音楽の進化を劇的に変えただけでなく、ファッション、人の行動、そして文化的な規範全般に影響を与えた。伝統的に、ロックミュージックは若い成人や10代の若者の間で特に人気がある。ロックミュージックは伝統的に「若者」や「権威や慣習への反抗・反乱」に関連してきた。Nielsen Musicによると、2017年にはじめてR&Bとヒップホップがアメリカで最も主要な、支配的なジャンルとなり、ロックミュージックを凌駕した。ロック・イン・リオのような世界最大級のイベントでは前世紀より、ロック以外のアーティストの出演も呼びかけ、変化を受け入れない事は己らが嫌う『権威や慣習』になる事と同義と考えたロックファン達が受け入れることで多様な音楽の発掘を試みてきた。エアロスミスはヒップホップやR&Bを、リンキン・パークはラップに電子音楽を取り入れ、マルーン5はダンスポップを曲調に混ぜるなど、現状のロックシーンに囚われないことで多様な音楽を生み出し、ロックは受け継がれてきた。現在の人々がロックから離れている一方で、古典的なロックバンドよりも比較的に少なくなってはいるが、近年のロックバンドも台頭していることがリストを見ればわかるように、ロックンロールは健在である。